# Defender 2000
Defender 2000 est un jeu vidéo de shoot them up sorti en 1996 sur Jaguar. Le jeu a été développé par Jeff Minter et édité par Atari. C'est l'une des suites de Defender.